# Pittosporum purpureum
Pittosporum purpureum är en tvåhjärtbladig växtart som beskrevs av Harold St.John. Pittosporum purpureum ingår i släktet Pittosporum och familjen Pittosporaceae. Inga underarter finns listade.